# Periciclo

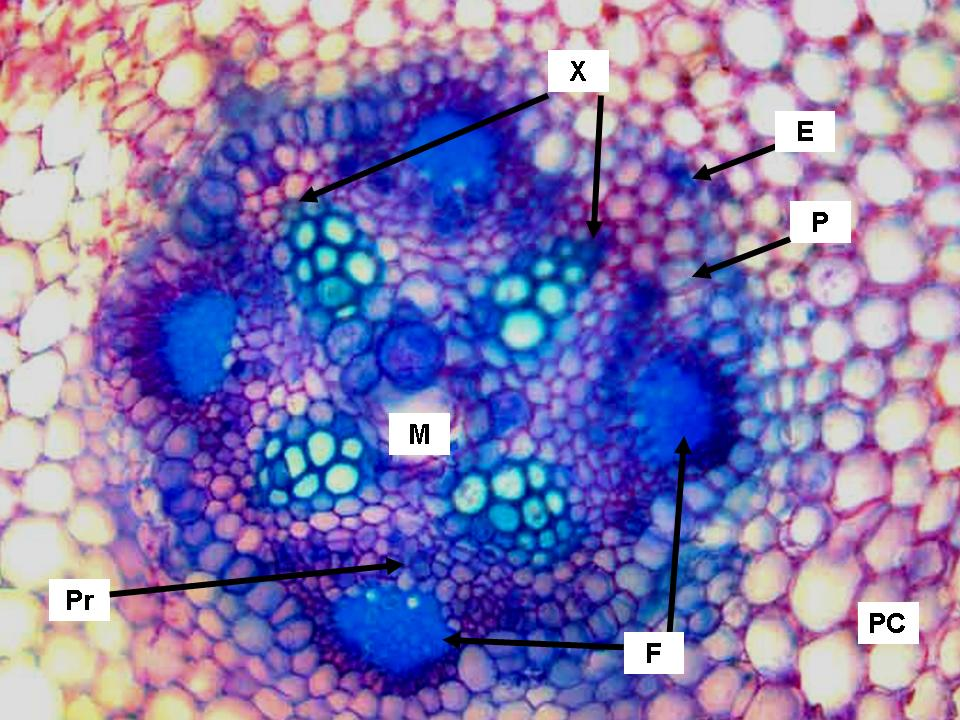
Cilindro vascular em corte transversal da raíz primária de feijão (Phaseolus sp.). PC, parenquima cortical ou córtex; E, endoderme; P, periciclo; X, xilema; F, floema; Pr, procambio; M, médula.

O periciclo é uma estrutura que se encontra na raiz das plantas vasculares. É um conjunto de células que corresponde a camada mais externa do cilíndro vascular, estando localizado externamente ao floema, porém abaixo da endoderme. Tem origem do procâmbio e possui células diferenciáveis que podem dar origem a vários órgãos, como raízes adventícias e raízes laterais. Há divergências entre escolas da Botânica quanto à sua presença no caule, pois muitos botânicos acreditam que o periciclo caulinar é apenas um conjunto de células dos cordões do procâmbio, não formando realmente um cilindro como na raiz, uma vez que ele é dificilmente identificado em um corte desta região.